# René Philippe
Pour les articles homonymes, voir Philippe.
René Philippe, nom de plume de René-Philippe Fouya, né le 20 août 1925 à Verviers et mort le 26 décembre 1985 , est un écrivain belge francophone.

## Biographie
René-Philippe Fouya est surtout connu pour sa série « Sylvie » parue aux éditions Marabout.

## Œuvres

### Série Les Aventures de Sylvie
1. Sylvie hôtesse de l’air, Verviers, Belgique, Marabout, coll. « Marabout mademoiselle », no 5, 1955
2. Sylvie a disparu, Verviers, Belgique, Marabout, coll. « Marabout mademoiselle », no 10, 1956
3. Sylvie s’en mêle, Verviers, Belgique, Marabout, coll. « Marabout mademoiselle », no 16, 1956
4. Sylvie fait du cinéma, Verviers, Belgique, Marabout, coll. « Marabout mademoiselle », no 20, 1956
5. Sylvie se marie, Verviers, Belgique, Marabout, coll. « Marabout mademoiselle », no 25, 1957
6. Sylvie à Hong-Kong, Verviers, Belgique, Marabout, coll. « Marabout mademoiselle », no 29, 1957
7. Sylvie et les Espagnols, Verviers, Belgique, Marabout, coll. « Marabout mademoiselle », no 33, 1957
8. Sylvie et l’enfant perdu, Verviers, Belgique, Marabout, coll. « Marabout mademoiselle », no 38, 1957
9. Sylvie et l’exposition, Verviers, Belgique, Marabout, coll. « Marabout mademoiselle », no 43, 1958
10. Sylvie avait raison, Verviers, Belgique, Marabout, coll. « Marabout mademoiselle », no 48, 1958
11. Sylvie et le commissaire, Verviers, Belgique, Marabout, coll. « Marabout mademoiselle », no 53, 1958
12. Sylvie au volant, Verviers, Belgique, Marabout, coll. « Marabout mademoiselle », no 59, 1958
13. Sylvie maman, Verviers, Belgique, Marabout, coll. « Marabout mademoiselle », no 67, 1959
14. Sylvie voit double, Verviers, Belgique, Marabout, coll. « Marabout mademoiselle », no 71, 1959
15. Sylvie à Ariennes, Verviers, Belgique, Marabout, coll. « Marabout mademoiselle », no 77, 1959
16. Sylvie a peur, Verviers, Belgique, Marabout, coll. « Marabout mademoiselle », no 85, 1960
17. Sylvie dans la tempête, Verviers, Belgique, Marabout, coll. « Marabout mademoiselle », no 97, 1960
18. S.O.S. Sylvie, Verviers, Belgique, Marabout, coll. « Marabout mademoiselle », no 104, 1960
19. Sylvie au soleil, Verviers, Belgique, Marabout, coll. « Marabout mademoiselle », no 111, 1961
20. Sylvie et la belle étoile, Verviers, Belgique, Marabout, coll. « Marabout mademoiselle », no 118, 1961
21. Sylvie sur la piste, Verviers, Belgique, Marabout, coll. « Marabout mademoiselle », no 125, 1961
22. Sylvie et le dragon, Verviers, Belgique, Marabout, coll. « Marabout mademoiselle », no 131, 1961
23. Sylvie reprend du service, Verviers, Belgique, Marabout, coll. « Marabout mademoiselle », no 141, 1962
24. Sylvie n’aime pas le chewing-gum, Verviers, Belgique, Marabout, coll. « Marabout mademoiselle », no 153, 1962
25. Sylvie et la dent d'Akela, Verviers, Belgique, Marabout, coll. « Marabout mademoiselle », no 157, 1962
26. Sylvie brûle les planches, Verviers, Belgique, Marabout, coll. « Marabout mademoiselle », no 166, 1963
27. Sylvie dans l'ile du Diable, Verviers, Belgique, Marabout, coll. « Marabout mademoiselle », no 173, 1963
28. Sylvie préfère Roméo, Verviers, Belgique, Marabout, coll. « Marabout mademoiselle », no 181, 1963
29. Sylvie dans la neige, Verviers, Belgique, Marabout, coll. « Marabout mademoiselle », no 191, 1964
30. Sylvie en Selmascope, Verviers, Belgique, Marabout, coll. « Marabout mademoiselle », no 205, 1964
31. Sylvie et l’ectoplasme, Verviers, Belgique, Marabout, coll. « Marabout mademoiselle », no 210, 1964
32. Sylvie lève l’ancre, Verviers, Belgique, Marabout, coll. « Marabout mademoiselle », no 215, 1965
33. Sylvie en 8 millimètres, Verviers, Belgique, Marabout, coll. « Marabout mademoiselle », no 221, 1965
34. Sylvie tombe des nues, Verviers, Belgique, Marabout, coll. « Marabout mademoiselle », no 226, 1965
35. Sylvie et les enfants du soleil, Verviers, Belgique, Marabout, coll. « Marabout mademoiselle », no 231, 1966
36. Sylvie a retrouvé grand-père, Verviers, Belgique, Marabout, coll. « Marabout mademoiselle », no 246, 1966
37. Sylvie de bohème, Verviers, Belgique, Marabout, coll. « Marabout mademoiselle », no 268, 1968
38. Sylvie rit jaune, Verviers, Belgique, Marabout, coll. « Marabout mademoiselle », no 269, 1968
39. Sylvie tend la perche, Verviers, Belgique, Marabout, coll. « Marabout mademoiselle », no 270, 1968
40. Sylvie chez les barbus, Verviers, Belgique, Marabout, coll. « Marabout mademoiselle », no 271, 1968
41. Sylvie chez les snobs, Verviers, Belgique, Marabout, coll. « Marabout mademoiselle », no 272, 1969
42. Sylvie et la malédiction de Kezuma, Verviers, Belgique, Marabout, coll. « Marabout mademoiselle », no 273, 1969
43. Sylvie a Rio, Verviers, Belgique, Marabout, coll. « Marabout mademoiselle », no 274, 1969
44. Sylvie à Manhattan, Verviers, Belgique, Marabout, coll. « Marabout mademoiselle », no 275, 1969
45. Sylvie et la contestation, Verviers, Belgique, Marabout, coll. « Marabout mademoiselle », no 276, 1969
46. Sylvie se met en 4, Verviers, Belgique, Marabout, coll. « Marabout mademoiselle », no 277, 1969
47. Sylvie à la rescousse, Verviers, Belgique, Marabout, coll. « Marabout mademoiselle », no 278, 1970
48. Sylvie s’en va-t’en guerre, Verviers, Belgique, Marabout, coll. « Marabout mademoiselle », no 279, 1970
49. Sylvie et le rat d'hôtel, Verviers, Belgique, Marabout, coll. « Marabout mademoiselle », no 280, 1970
50. Sylvie et les provos, Verviers, Belgique, Marabout, coll. « Marabout mademoiselle », no 281, 1970
51. Sylvie revient de loin, Verviers, Belgique, Marabout, coll. « Marabout mademoiselle », no 282, 1970
52. Sylvie au Kibboutz, Verviers, Belgique, Marabout, coll. « Marabout mademoiselle », no 283, 1970
53. Sylvie tente l’impossible, Verviers, Belgique, Marabout, coll. « Marabout mademoiselle », no 284, 1970
54. Sylvie et son clochard, Verviers, Belgique, Marabout, coll. « Marabout mademoiselle », no 285, 1970
55. Sylvie au pied du mur, Verviers, Belgique, Marabout, coll. « Marabout mademoiselle », no 286, 1970
56. Sylvie en Inde, Verviers, Belgique, Marabout, coll. « Marabout mademoiselle », no 287, 1970
57. Sylvie la bague au doigt, Verviers, Belgique, Marabout, coll. « Marabout mademoiselle », no 288, 1970
58. Sylvie se trompe, Verviers, Belgique, Marabout, coll. « Marabout mademoiselle », no 289, 1971
59. Sylvie et le soldat sans fusil, Verviers, Belgique, Marabout, coll. « Marabout mademoiselle », no 290, 1971
60. Sylvie broie du noir, Verviers, Belgique, Marabout, coll. « Marabout mademoiselle », no 291, 1971
61. Sylvie et la dame en rose, Verviers, Belgique, Marabout, coll. « Marabout mademoiselle », no 292, 1971
62. Sylvie à 300 km/heure, Verviers, Belgique, Marabout, coll. « Marabout mademoiselle », no 293, 1971
63. Sylvie bloque les rouages, Verviers, Belgique, Marabout, coll. « Marabout mademoiselle », no 294, 1971
64. Sylvie fait de la publicité, Verviers, Belgique, Marabout, coll. « Marabout mademoiselle », no 295, 1971
65. Sylvie et les hommes en colère, Verviers, Belgique, Marabout, coll. « Marabout mademoiselle », no 296, 1971
66. Sylvie démasque l’écumeur, Verviers, Belgique, Marabout, coll. « Marabout mademoiselle », no 297, 1971
67. Sylvie parmi les fauves, Verviers, Belgique, Marabout, coll. « Marabout mademoiselle », no 298, 1971
68. Sylvie fait du stop, Verviers, Belgique, Marabout, coll. « Marabout mademoiselle », no 299, 1971
69. Sylvie au cirque, Verviers, Belgique, Marabout, coll. « Marabout mademoiselle », no 300, 1971
70. Sylvie à Nice, Verviers, Belgique, Marabout, coll. « Marabout mademoiselle », no 301, 1971
71. Sylvie s’indigne, Verviers, Belgique, Marabout, coll. « Marabout mademoiselle », no 302, 1971
72. Sylvie et Virginie, Verviers, Belgique, Marabout, coll. « Marabout mademoiselle », no 303, 1971
73. Sylvie et la course au trésor, Verviers, Belgique, Marabout, coll. « Marabout mademoiselle », no 304, 1972
74. Sylvie et Robin des Bois, Verviers, Belgique, Marabout, coll. « Marabout mademoiselle », no 305, 1972
75. Sylvie se fie aux apparences, Verviers, Belgique, Marabout, coll. « Marabout mademoiselle », no 306, 1972
76. Sylvie - Le Puits à surprise, Verviers, Belgique, Marabout, coll. « Marabout mademoiselle », no 307, 1972
77. Sylvie en détresse dans le désert, Verviers, Belgique, Marabout, coll. « Marabout mademoiselle », no 308, 1972
78. Sylvie - L’Agonie de l'Eden II, Verviers, Belgique, Marabout, coll. « Marabout mademoiselle », no 309, 1972
79. Sylvie - Les Cigales du bonheur, Verviers, Belgique, Marabout, coll. « Marabout mademoiselle », no 310, 1972
80. Sylvie - L’homme qui naquit deux fois, Verviers, Belgique, Marabout, coll. « Marabout mademoiselle », no 311, 1972
81. Sylvie - La mort vous salue bien, Verviers, Belgique, Marabout, coll. « Marabout mademoiselle », no 312, 1973
82. Sylvie - Œil pour œil, Verviers, Belgique, Marabout, coll. « Marabout mademoiselle », no 313, 1973
83. Sylvie - Selma Bis, Verviers, Belgique, Marabout, coll. « Marabout mademoiselle », no 314, 1973
84. Sylvie - Le sort en est jeté!, Verviers, Belgique, Marabout, coll. « Marabout mademoiselle », no 315, 1973
85. Sylvie - 10 tonnes d’épouvante, Verviers, Belgique, Marabout, coll. « Marabout mademoiselle », no 316, 1973
86. Sylvie - Piège pour un racket, Verviers, Belgique, Marabout, coll. « Marabout mademoiselle », no 317, 1973
87. Sylvie - Dix jours de paradis, Verviers, Belgique, Marabout, coll. « Marabout mademoiselle », no 318, 1973
88. Sylvie - Moscou dit "Niet", Verviers, Belgique, Marabout, coll. « Marabout mademoiselle », no 319, 1973
89. Sylvie - Abus de confiance, Verviers, Belgique, Marabout, coll. « Marabout mademoiselle », no 320, 1973
90. Sylvie - Les Anges de la liberté, Verviers, Belgique, Marabout, coll. « Marabout mademoiselle », no 321, 1974
91. Sylvie - Chassé-croisé pour un collier, Verviers, Belgique, Marabout, coll. « Marabout mademoiselle », no 322, 1974
92. Sylvie - Ton père est un voleur, Verviers, Belgique, Marabout, coll. « Marabout mademoiselle », no 323, 1974
93. Sylvie - La nuit du tombeau, Verviers, Belgique, Marabout, coll. « Marabout mademoiselle », no 324, 1974
94. Sylvie - L’homme noir du blanc-nez, Verviers, Belgique, Marabout, coll. « Marabout mademoiselle », no 325, 1974
95. Sylvie - Circonstances atténuantes, Verviers, Belgique, Marabout, coll. « Marabout mademoiselle », no 326, 1974
96. Sylvie - Le Pic de l’ami Randol, Verviers, Belgique, Marabout, coll. « Marabout mademoiselle », no 327, 1975
97. Sylvie - Nathalie a cœur perdu, Verviers, Belgique, Marabout, coll. « Marabout mademoiselle », no 328, 1975
98. Sylvie - Cinq colonnes à la une, Verviers, Belgique, Marabout, coll. « Marabout mademoiselle », no 329, 1975

### Autres romans
- René-Philippe Fouya, La Faim des jours, Paris, Éditions Fayard, 1952, 203 p. (BNF 32122362)
- René-Philippe Fouya, Adora, Paris, Éditions R. Julliard, 1953, 243 p. (BNF 32122361)
- René-Philippe Fouya, Les Chevaliers de la table ronde, Verviers, Belgique, Marabout, coll. « Bibliothèque Marabout - Géant », no G36, 1954, 544 p. (BNF 32122361)
- René-Philippe Fouya, Court-circuit, Bruxelles, Belgique, Éditions Bruylant, coll. « Le Rond-point », 1956, 149 p.
- René-Philippe, L’Étoile d’améthyste, Paris, Éditions Tallandier, coll. « Floralies », no 67 1983, 190 p.  (ISBN 2-235-01477-1)
- Philippe Warn, Les Fêtes de Noëlle, Paris, Mercure de France, coll. « Mercure galant », 1985, 205 p.  (ISBN 2-7152-1380-8)

### Essai
- René-Philippe Fouya, À deux pour le meilleur et pour le pire, Bruxelles, Belgique, Société générale d’éditions, coll. « Amour, couple et famille », 1969, 247 p.